# Simon Leduc
Simon Leduc l'ainé (auch Le Duc, * 15. Januar 1742 in Paris; † 22. Januar 1777 ebenda) war ein französischer Violinist und Komponist der Klassik.

## Leben
Simon Leduc war der ältere Bruder des Musikverlegers, Musikalienhändlers und Violinisten Pierre Leduc (1755–1826) und ein Schüler von Pierre Gaviniès. Er wurde als 17-Jähriger in das Orchester des Concert spirituel aufgenommen. 1763 wurde er zu dessen Konzertmeister ernannt und hatte seine ersten Auftritte als Solist. In dieser Zeit weilte der für seine harschen Kritiken bekannte Leopold Mozart in Paris, der über einen Soloauftritt Leducs in seinem Tagebuch vermerkte „Il joue bien“.
Seinen jüngeren Bruder, der später als Nachfolger von Louis-Balthazar de La Chevardière (1730–1812) in Paris eine Musikalienhandlung betrieb, bildete er zum Geiger aus. 1773 wurde Simon Leduc Mitglied eines Dreigestirns, mit François-Joseph Gossec und Pierre Gaviniès, welches die Leitung der Concerts spirituels übernahm und die Institution mit Erfolg führte. In dieser Funktion war er bis zu seinem recht frühen Tod tätig. Leduc war sehr beliebt bei den Mitgliedern des Orchesters und ein Freund des Chevalier de Saint-Georges, der ein Gedenkkonzert zu Ehren Leducs dirigierte.

## Werke
Der größte Teil seiner Kompositionen wurde im Verlag seines Bruders veröffentlicht. Leducs Musik zeichnete sich durch starke Kontraste, plötzliche Veränderungen der Stimmung und chromatische Harmonien aus. Einige Musikwissenschaftler bezeichnen das Schaffen Leducs als eine französische Form des Sturm und Drang. Manche seiner Werke zeigen eine Anlehnung an die Mannheimer Schule. 

### Werke mit Opuszahl
- Op. 1: Six Sonates pour le Violon avec Accompagnement d’un Alto, d’une Basse ou d’un Clavecin (Paris)
- Op. 2: 3 Orchestertrios und 3 Sinfonien (Paris, 1767)
- Op. 3: Six Duo pour deux Violons (Paris, 1771)
- Op. 4: Second Livre de [6] Sonates pour le Violon [et Basse] (Paris, 1771)
- Op. 5: Six Trio pour deux Violons et une Basse (Paris)

### Weitere Werke
- 3 Violinkonzerte
- 1 Konzertante Sinfonie
- 9 Triosonaten
- 12 Violinduos
- 1 Sonate für Violine solo ohne Bass